# Essence Atkins
Essence Uhura Atkins, född 7 februari 1972 i Brooklyn i New York, är en amerikansk skådespelerska och modell. Hon började sin karriär med att medverka i komediserier och fick sedan en roll i dramaserien Under One Roof. Hon har även haft roller i flera komediserier, däribland som Tasha Yvette Henderson (T.J.:s storasyster) i TV-serien Smart Guy (1997–1999).
Atkins var mellan 2009 och 2016 gift med footballsspelaren Jaime Mendez. Tillsammans har de en son, född 2011.